# میکائیل اسکنلا
میکائیل اسکنلا (انگلیسی: Mickaël Scannella؛ زادهٔ ۱۰ ژوئن ۱۹۸۷) بازیکن فوتبال اهل فرانسه است.